# ناری (شاعر)

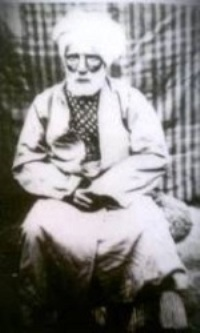
تصویری از ناری در سالیان پیری

ملا کاکه حه‌مهٔ بیلو، متخلص به ناری، شاعر کلاسیک کرد در سال۱۸۷۴ در روستای ساوجی کهن از توابع مریوان به دنیا آمد و از فعالان زنده نگه‌داشتن ادبیات و فرهنگ امارات اردلان و بابان بعد از برچیده‌شدن فرمانروایی آنها می‌باشد. وی در مریوان، مهاباد، سنندج، اربیل، وان، رواندز، سلیمانیه و بانه به تحصیل علوم رایج زمان پرداخت. از جمله معاصران ناری که با وی ارتباط داشته‌اند، می‌توان به محمود برزنجی، قانع و طاهر بگ جاف اشاره کرد.

## شعر ناری
ناری بیشتر از همه تحت تأثیر نالی و محوی شعر می‌سروده و این نکته در اشعارش به وضوح دیده می‌شود. در میان شعرای فارسی گو او بیشتر تحت تأثیر حافظ است. ناری به زبان‌های کردی و فارسی شعر سروده و بیشتر اشعارش در قالب غزل هستند.

## وفات
وی در سال ۱۹۴۴میلادی درگذشت و در روستای بیلو نزدیک شهر مریوان به خاک سپرده شد.

## نمونه شعر کردی
| چاوه‌که‌م من بۆیه دایم کار و پیشه‌م زارییه        |  | حاکمی چاوت له‌گه‌ڵ من مایلی غه‌ددارییه          |
| شۆڕش و ناڵینی که‌س بێ‌وه‌جه و بێ‌عیلله‌ت نییه       |  | ئاهی من فه‌ریادی بوڵبوڵ ئیشی بێ‌غه‌م‌خوارییه     |
| من هه‌ر ئه‌و رۆژه ده‌سم شۆری له ڕۆحی خۆم که دیم   |  | حه‌زره‌تی خوون‌خواری ئه‌برۆت مه‌شره‌بی خوون‌خوارییه |
| گه‌ر ده‌پرسی بۆچی بێ‌نه‌شئه و مه‌لوول و عاجزی       |  | روومه‌تی زه‌ردم عه‌زیزم شاهیدی بێ‌بارییه         |
| که‌م به خه‌نده بێ به لام و حه‌یفه ته‌عنه‌م لێ ده‌ده‌ی |  | لێم گه‌ڕێ توبێ و خودا ئه‌م جاره ده‌ردم کارییه   |
| دڵ له شامی په‌رچه‌می رووتا به‌دایم بێ‌خه‌وه         |  | چونکه کێشکچی له شه‌ودا عاده‌تی بێدارییه        |
| حیکمه‌تی پڕ مه‌سئه‌لهٔ کوڵمت له بۆ کێ حه‌ل ده‌بێ؟    |  | هه‌ر سه‌حیفه سه‌د ئیشاره و ره‌مزی تێدا جارییه    |
| خاڵی رووخسارت هیدایه‌ت‌به‌خشه، شه‌رحی زوڵفه‌که‌ت     |  | قازی‌ئاسا حاشیهٔ ئه‌گریجه‌کانت لارییه            |
| رووت وه‌کوو ئاته‌ش موژه‌ت وه‌ک شیشه ئه‌برۆت قیمه‌کێش |  | میڕوه‌حه‌ت زولف و که‌بابت جه‌رگی پارهٔ نارییه     |